# Brachiochondria murtii
Brachiochondria murtii is een eenoogkreeftjessoort uit de familie van de Chondracanthidae. De wetenschappelijke naam van de soort is voor het eerst geldig gepubliceerd in 1977 door Rangnekar.